# Großkrut
Großkrut (bis 1922 Böhmischkrut) ist eine Marktgemeinde mit 1691 Einwohnern (Stand 1. Jänner 2025) im Bezirk Mistelbach in Niederösterreich.

## Geografie
Großkrut liegt im Hügelland des nordöstlichen Weinviertels in Niederösterreich, rund zehn Kilometer östlich von Poysdorf. Das Landschaftsbild ist geprägt von Acker- und Weinbau.
Die Fläche der Marktgemeinde umfasst 38,45 Quadratkilometer. Davon sind 86 Prozent landwirtschaftliche Nutzfläche, 2 Prozent der Fläche sind bewaldet.

### Gemeindegliederung
Das Gemeindegebiet umfasst folgende vier Ortschaften (in Klammern Einwohnerzahl Stand 1. Jänner 2025):
- Althöflein (270)
- Ginzersdorf (235)
- Großkrut (1017)
- Harrersdorf (169)

Die Gemeinde besteht aus den Katastralgemeinden Althöflein, Ginzersdorf, Großkrut und Harrersdorf.

### Nachbargemeinden
| Herrnbaumgarten | Schrattenberg                               | Bernhardsthal   |
| Poysdorf        | Kompassrose, die auf Nachbargemeinden zeigt | Altlichtenwarth |
|                 | Hauskirchen                                 |                 |

## Geschichte

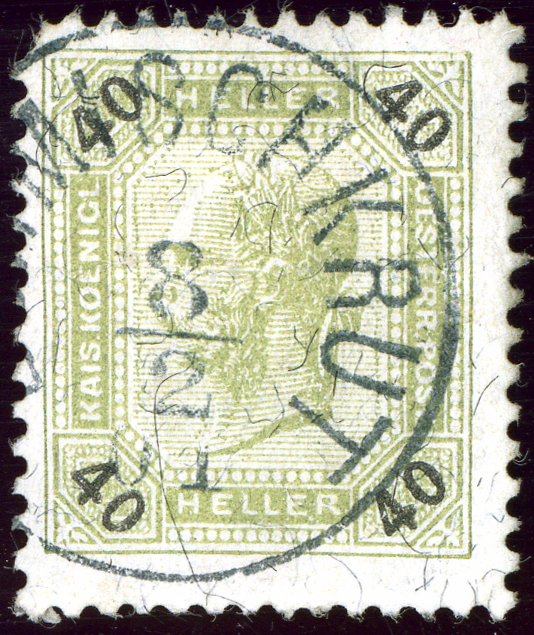
BÖHMISCHKRUT Abstempelung in 1901

Der Ort wird erstmals 1055 urkundlich erwähnt.
An der Straße nach Bernhardsthal befindet sich ein ehemaliger Galgen, die sogenannte Gerichtssäule. Die letzte Verurteilung durch das Böhmischkruter Hochgericht und Ausführung der Hinrichtung „am Galgen, außerhalb des Dorfs“ erfolgte am 8. November 1743.
Bis 1922 hieß die Gemeinde „Böhmischkrut“, änderte aber 1922 unter anderem deswegen den Namen, weil die Zustellung von Postsendungen sich häufig dadurch verzögerte, dass der Name vermeintlich auf eine Lage in der Tschechoslowakei schließen ließ. Der Name war jedoch eher eine Abgrenzung zum Ort Dürnkrut. Laut Adressbuch von Österreich waren im Jahr 1938 in der Marktgemeinde Großkrut ein Arzt, ein Tierarzt, ein Taxiunternehmer, drei Bäcker, ein Bauunternehmer, ein Binder, ein Brennstoffhändler, zwei Dachdecker, ein Drechsler, fünf Fleischer, ein Friseur, drei Galanterie- und Kurzwarenhändler, fünf Gastwirte, sieben Gemischtwarenhändler, ein Glaser, zwei Hebammen, ein Lagerhaus, ein Maler, drei Marktfahrer, ein Maurermeister, eine Mühle, ein Pferdehändler, ein Radiohändler, ein Sägewerk, ein Sattler, zwei Schlosser, fünf Schmiede, fünf Schneider und sieben Schneiderinnen, neun Schuster, ein Spengler, eine Strickerei, drei Tischler, ein Uhrmacher, drei Viehhändler, ein Viktualienhändler, vier Wagner, zwei Weinsensale, ein Zementwarenerzeuger, ein Zimmermeister, drei Zuckerwarenhändler und zahlreiche Landwirte ansässig.
In den letzten Tagen des Zweiten Weltkriegs, am 20. April 1945, wurde Großkrut Schauplatz eines kurzen Kampfes zwischen Soldaten der Waffen-SS und der Roten Armee, bei denen 4 Zivilisten getötet wurden. In Ginzersdorf kamen bei Kampfhandlungen und durch Beschuss aus Stalinorgeln 3 Zivilisten ums Leben, 11 Gebäude wurden zerstört.

### Einwohnerentwicklung
Nach mehreren Jahrzehnten einer negativen Geburtenbilanz wurde diese erstmals 2017 positiv.
| Großkrut: Einwohnerzahlen von 1869 bis 2025         | Großkrut: Einwohnerzahlen von 1869 bis 2025 | Großkrut: Einwohnerzahlen von 1869 bis 2025 | Großkrut: Einwohnerzahlen von 1869 bis 2025 | Großkrut: Einwohnerzahlen von 1869 bis 2025 |
| --------------------------------------------------- | ------------------------------------------- | ------------------------------------------- | ------------------------------------------- | ------------------------------------------- |
| Jahr                                                |                                             |                                             |                                             | Einwohner                                   |
| 1869                                                | 1869                                        |                                             | 2.078                                       | 2.078                                       |
| 1880                                                | 1880                                        |                                             | 2.318                                       | 2.318                                       |
| 1890                                                | 1890                                        |                                             | 2.542                                       | 2.542                                       |
| 1900                                                | 1900                                        |                                             | 2.623                                       | 2.623                                       |
| 1910                                                | 1910                                        |                                             | 2.677                                       | 2.677                                       |
| 1923                                                | 1923                                        |                                             | 2.598                                       | 2.598                                       |
| 1934                                                | 1934                                        |                                             | 2.499                                       | 2.499                                       |
| 1939                                                | 1939                                        |                                             | 2.466                                       | 2.466                                       |
| 1951                                                | 1951                                        |                                             | 2.413                                       | 2.413                                       |
| 1961                                                | 1961                                        |                                             | 2.192                                       | 2.192                                       |
| 1971                                                | 1971                                        |                                             | 1.998                                       | 1.998                                       |
| 1981                                                | 1981                                        |                                             | 1.780                                       | 1.780                                       |
| 1991                                                | 1991                                        |                                             | 1.697                                       | 1.697                                       |
| 2001                                                | 2001                                        |                                             | 1.643                                       | 1.643                                       |
| 2011                                                | 2011                                        |                                             | 1.551                                       | 1.551                                       |
| 2021                                                | 2021                                        |                                             | 1.665                                       | 1.665                                       |
| 2025                                                | 2025                                        |                                             | 1.691                                       | 1.691                                       |
| Quelle(n): Statistik Austria, Gebietsstand 1.1.2021 |                                             |                                             |                                             |                                             |

## Kultur und Sehenswürdigkeiten

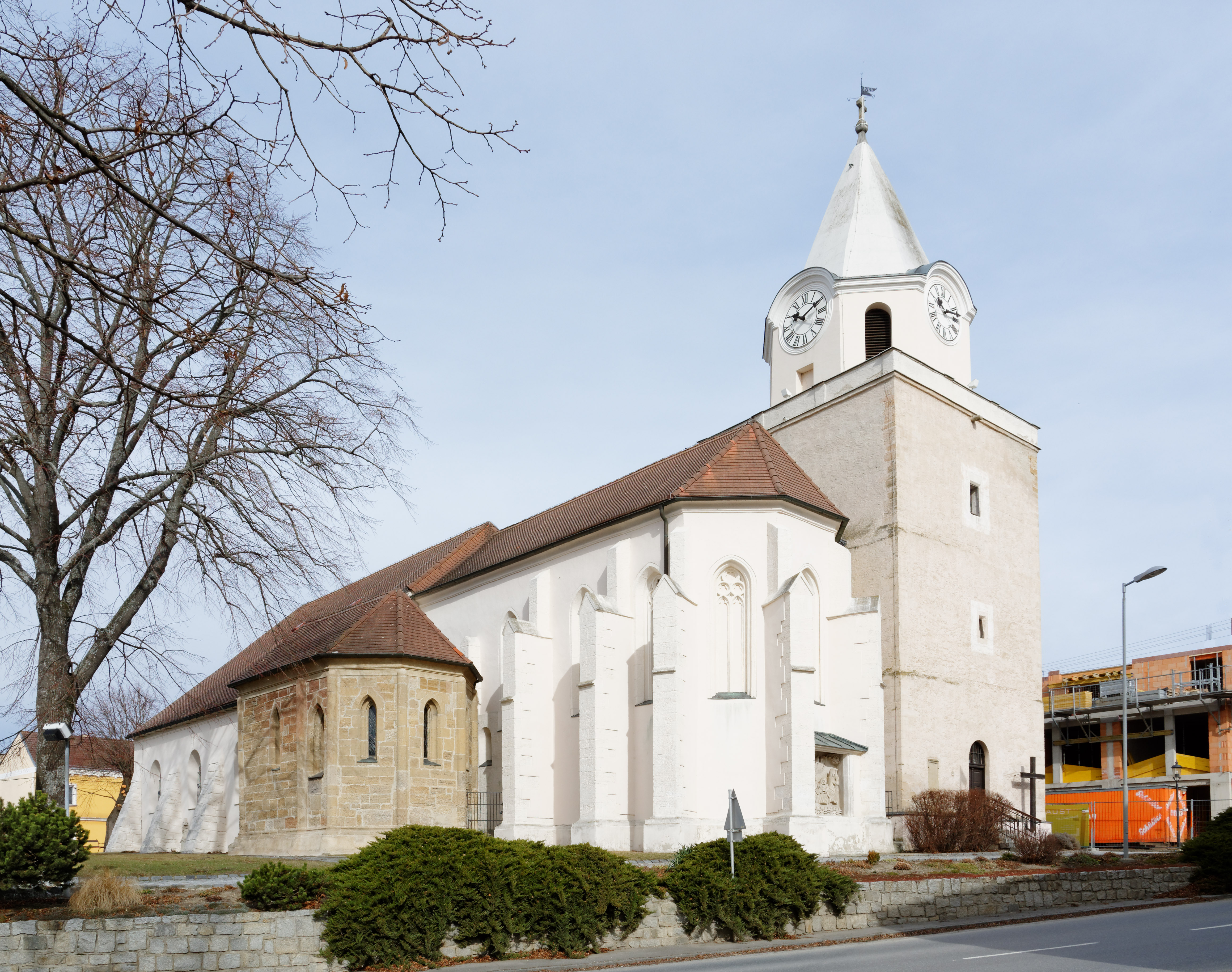
Pfarrkirche Großkrut

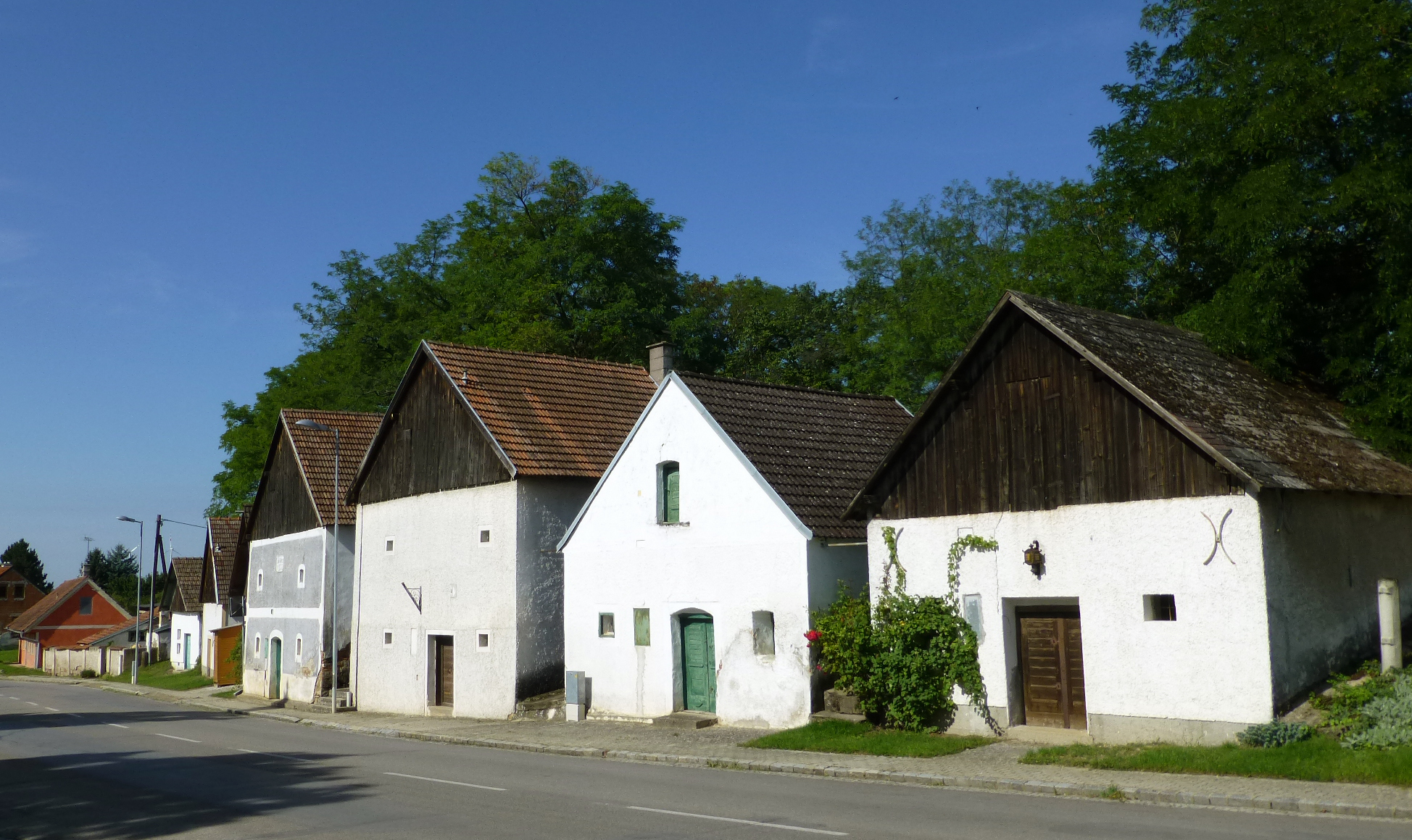
Kellergasse Lundenburgerstraße in Althöflein

- Katholische Pfarrkirche Großkrut hl. Stephan
- Kapellenberg bei Althöflein, ein ehemaliger Burghügel, der heute eine romanische, frühgotisch umgebaute Kapelle trägt.
- Unterhalb des Berges verläuft ein ca. 270 m langes System unterirdischer Gänge und Kammern, sogenannte (Erdställe). 2007 wurde ein Museum eingerichtet, das in Deutsch, Tschechisch und Englisch die über 1.000jährige Geschichte erläutert. Führungen für Einzelne oder kleine Gruppen in einige der gut belüfteten Höhlengänge sind möglich.[9]

## Wirtschaft und Infrastruktur
Im Jahr 2010 gab es 71 land- und forstwirtschaftliche Betriebe, davon waren 43 Haupterwerbsbetriebe, die neunzig Prozent der Flächen bewirtschafteten. Im Jahr 1999 waren es 139 Betriebe, davon ebenfalls 43 im Haupterwerb. Im Produktionssektor gab es sechs Betriebe, die 84 Arbeitnehmer beschäftigten, 81 davon im Baugewerbe. Der Dienstleistungssektor beschäftigte in 54 Betrieben 173 Personen, mehr als die Hälfte davon in sozialen und öffentlichen Diensten.

### Öffentliche Einrichtungen
In der Gemeinde gibt es einen Kindergarten, eine Volksschule und eine Mittelschule.

## Politik

### Gemeinderat
Der Gemeinderat hat 19 Mitglieder.
- Mit den Gemeinderatswahlen in Niederösterreich 1990 hatte der Gemeinderat folgende Verteilung: 13 ÖVP, 5 SPÖ und 1 FPÖ.
- Mit den Gemeinderatswahlen in Niederösterreich 1995 hatte der Gemeinderat folgende Verteilung: 12 ÖVP, 5 SPÖ und 2 FPÖ.[15]
- Mit den Gemeinderatswahlen in Niederösterreich 2000 hatte der Gemeinderat folgende Verteilung: 13 ÖVP, 5 SPÖ und 1 FPÖ.[16]
- Mit den Gemeinderatswahlen in Niederösterreich 2005 hatte der Gemeinderat folgende Verteilung: 12 ÖVP, 6 SPÖ und 1 FPÖ.[17]
- Mit den Gemeinderatswahlen in Niederösterreich 2010 hatte der Gemeinderat folgende Verteilung: 12 ÖVP, 6 SPÖ und 1 FPÖ.[18]
- Mit den Gemeinderatswahlen in Niederösterreich 2015 hatte der Gemeinderat folgende Verteilung: 13 ÖVP, 5 SPÖ und 1 FPÖ.[19]
- Mit den Gemeinderatswahlen in Niederösterreich 2020 hat der Gemeinderat folgende Verteilung: 15 ÖVP und 4 SPÖ.[20]

### Bürgermeister
- bis 2019 Franz Schweng (ÖVP)
- 2019–2022 Franz Wagner (ÖVP)
- seit 2022 Klaus Schütz (ÖVP)

### Wappen
Das Marktwappen ist gespalten von Blau und Silber und zeigt vorne einen goldenen Wehrturm mit schwarzer Tür und schwarzen Fenstern, hinten ein steigender roter Wolf.

## Persönlichkeiten
- Rudolf Sonndorfer (1839–1910), Handelswissenschaftler
- Hermann Lapper (1910–unbekannt), SS-Offizier
- Wilhelm Pichler (1862–1938), Priester und Schriftsteller